# Мітловський
Мітловський (д/н — бл. 1599/1600) — козацький ватажок, учасник походів проти Османської імперії.

## Життєпис
Про походження достеменно невідомо. В молдавських джерелах відомий як Мітла. Цей рід був доволі відомий серед козаків. Основні відомості відносяться до дій Мітловського у 1598 і 1599 роках. Він названий очільником козаків, але яку саме мав посаду невідомо, можливо був кошовим отаманом (в цей час колишній кошовий Федір Полоус стає гетьманом). 1598 року прийшов на допомогу волоському господарю Михайлу Хороброму, що відступив з Болгарії. Ймовірно це сталося за попередньою згодою.
1599 року Мітловський здійснив морський похід проти османів, завдавши чималої шкоди (обставин достеменно невідомі). Того ж року відзначився у поході Михайла Хороброго до Трансильванії. В подальшому стає заступником гетьмана нереєстрових козаків Федіра Полоуса. Загинув у битві з Тихоном Байбузою.